# فرهنگ کوشنارنکوو
فرهنگ کوشنارنکوو (به‌ انگلیسی:Kushnarenkovo) فرهنگ باستان شناسی است عصر آهن در منطقه اورال جنوبی است.
محلی سازی در قرن های ۶-۸ در قلمرو زاکامیه ، در حوضه های رودخانه های سفید ، کاما و ایک . فرض بر این است که این فرهنگ در اواسط قرن۶ به وجود آمده است. مناطق استپی جنگلی Trans-Urals و سیبری غربی . در قرن ۸میلادی در غرب اورال از گروه های دیگر فرهنگ کوشنارنکوو به‌وجود آمد.
باستان شناسان دریافته اند که اهالی قبایل مورد مطالعه (در سده های ۶تا۸) در زیر تپه هایی از شمال به خاک سپرده شده اند. با نشانه هایی از تغییر شکل مصنوعی. بعداً ، سر به سوی مردگان از غرب تمایل داشت. دفن بقایای سلاح ، وسایل اسب ، انواع جواهرات و سرامیک ،مقدار قابل توجهی سفال در آبادی ها یافت شد. همه ظروف قالبی گرد داشتند. که نشان دهنده ظرافت آن است.